# 刺猬背西瓜
《刺猬背西瓜》是一部中国上海美术电影制片厂制作的剪纸动画，于1979年10月制作完成。

## 剧情简介
一对刺猬母子上山采果子，发现了一个大西瓜，刺猬妈妈尝试用刺把西瓜背回家，但没能背起来，反而陷进了西瓜里，在兔子和啄木鸟的帮助下，才从西瓜里出来。刺猬妈妈觉得西瓜太大背不动，便不打算把它带回去了，小刺猬则在兔子的帮助下，用推的方法，把西瓜滚着带回了家。